# Street Fighter 6
Street Fighter 6 (ストリートファイター6?, Sutorīto Faitā Shikkusu) è un videogioco picchiaduro a incontri sviluppato da Capcom, pubblicato il 2 giugno 2023. È il seguito di Street Fighter III nonché il settimo videogioco della serie principale di Street Fighter, introduce il genere open world e la telecronaca live.

## Sviluppo
Il gioco è stato annunciato a febbraio 2022, sviluppato con l'impiego del motore grafico RE Engine, il logo non piacque, poi fu cambiato. 
A giugno 2022 un leak (una fuga d'informazioni) rivelò l'intero cast dei personaggi inclusa la prima serie di DLC; dopo breve tempo, Capcom confermò l'accaduto.
Successivamente venne introdotto il rollback netcode e il cross-play.
Capcom svolse 2 closed beta test, una i primi di ottobre e l'altra a dicembre 2022, riservate a un numero limitato di giocatori, previa iscrizione.
Il 26 aprile 2023 fu pubblicata la Street Fighter 6 Demo che include la creazione personaggio e anche un test del World Tour.
Con lo scopo di stress test dei server, il 19 maggio è stata resa disponibile l'open beta test con 8 personaggi fruibili più il Battle Hub Match, Game Center, ecc.
Correlati:
Street Fighter 6: Type Arcade è la versione per dispositivi coin-op, in collaborazione con Taito, presentata durante il JAEPO2023.
Street Fighter 6: Benchmark Tool è uno strumento stand-alone di valutazione della capacità di un PC di eseguire il gioco, rilasciando un punteggio in FPS.

## Trama
Street Fighter 6 si svolge dopo gli eventi di Street Fighter III. Da un punto di vista cronologico, Street Fighter 6 è l'ultimo titolo nella cronologia ufficiale.
All'inizio della modalità World Tour, l'avatar creato dal giocatore entra nella Buckler Security, dove Luke gli impartirà delle lezioni tutorial nell'ambito del "Corso di addestramento di base". Il giocatore si scontra poi con un combattente di nome Bosch, che ha tentato di colpire il giocatore con un colpo basso. Dopo che Bosch è stato sconfitto, Luke ordina al giocatore di lasciare la Buckler Security e di scrivere la propria storia. Nel corso della sua avventura, il giocatore viaggerà per il mondo alla ricerca della vera forza, incontrando diversi combattenti lungo il cammino. Alcuni di questi combattenti hanno volti molto familiari e prenderanno il giocatore sotto la loro ala. Questi "maestri" insegneranno all'avatar i loro stili personali per farlo progredire ulteriormente verso i suoi obiettivi.

## Modalità di gioco
Il gioco presenta diverse tipologie:
- Fighting Ground: Il classico modo di giocare ad incontri 1vs1 in stile 2.5D
- World Tour: La novità di SF6 è questa modalità storia in stile open world 3D, all'interno del gioco è possibile creare/personalizzare un proprio avatar virtuale sia nell'aspetto che nel moveset.
- Battle Hub: Offre ai giocatori di comunicare; interagire; sfidarsi; giocare a giochi arcade coin-op di vari titoli ecc.

Introduce tre tipi di configurazioni per i comandi del gamepad:
- Classico, ovvero lo storico sistema a 3 Pugni e 3 Calci con mosse a mezzaluna ecc.
- Moderno, a 4 tasti: Debole; Medio; Forte; Speciale e mosse secche(giu; su; avanti) più correlati per le prese e del Drive Sys, questo stile di controlli risale a Super Gem Fighter Mini Mix, è attualmente diffuso nei giochi di Arc System, che nella serie Injustice di NetherRealm.
- Dinamico, a 3 tasti: Vicino; Medio; Distante, questo è il più facile ed è assistito dalla CPU che valuta la distanza tra i due lottatori, le barre del Drive Sys  ecc ed eseguirà azioni o combo appropriate quando viene premuto un tasto. Limitato solo ad alcune modalità del Fighting Ground e non può essere utilizzato durante il gioco online.[10]

## Personaggi
Al lancio del gioco sono giocabili 18 personaggi, tra cui tutti gli originali di Street Fighter II: The World Warrior più 6 inediti. È già stata annunciata la prima stagione di DLC.
|                                     | Street Fighter 6                                                                                                   | DLC             | DLC                                             | DLC                                                                |
| Stagione 1                          | Street Fighter 6                                                                                                   | Stagione 2      | Stagione 3                                      |                                                                    |
| Street Fighter 6 - Fighters Edition | |                 | Stagione 3                                      |                                                                    |
| Classici                            | Ryu Ken Masters Chun-Li Guile Jimmy Blanka Dhalsim Edmond Honda Zangief Cammy White Dee Jay Juri Han Luke Sullivan | Akuma Ed Rashid | M. Bison Elena                                  | Sagat (5 agosto) Crimson Viper (autunno) Alex (2026) Ingrid (2026) |
| Nuovi                               | Jamie Siu Johann Petrovich Kimberly Jackson Lily Hawk Manon Legrand Marisa                                         | A.K.I.          | Crossover Fatal Fury: Terry Bogard Mai Shiranui |                                                                    |

Jamie Siu: è un ragazzo di Hong Kong, il suo stile di lotta e un mix tra la breakdance, e la tecnica dell'ubriaco, ammira i fratelli Yun e Yang. In giapponese è doppiato da Shunsuke Takeuchi mentre inglese è doppiato da Stephen Fu. 
Johann Petrovich alias JP: leader russo di un ONG abile all'uso dello Psycho Power riesce a plasmare creature effimere e teletrasportarsi attraverso delle faglie create con esso. In giapponese è doppiato da Tomokazu Sugita mentre in inglese è doppiato da Wally Wingert.
Kimberly Jackson: giovane ninja afroamericana, le piace la street art, i walkman, allieva del 39° granmaestro Guy. In giapponese è doppiata da Nao Tōyama mentre in inglese è doppiata da Anairis Quiñones.
Lily Hawk: giovane ragazza, combatte con un paio di pogamoggan, insieme a T. Hawk sono membri della tribù Thunderfoot. In giapponese è doppiata da Rie Kugimiya mentre in inglese è doppiata da Tiana Camacho.
Manon Legrand: supermodella e danzatrice francese, campionessa mondiale di judo. In giapponese è doppiata da Ayaka Fukuhara mentre in inglese è doppiata da Cherami Leigh. 
Marisa: donna colosso(122 kg, alta 2,03 m) italiana con discendenza greco-romana, specializzata nel pancrazio, ha un leone di nome Lucius. Il personaggio tratta anche il tema dell'inclusione LGBT, oltre ad essere la combattente più alta del franchise. In giapponese è doppiata da Mitsuki Saiga mentre in inglese è doppiata da Allegra Clark.
A.K.I: donna cinese snella, pallida, sceglie di seguire F.A.N.G. per apprendere le abilità degli assassini e dei veleni letali, combatte con degli artigli avvelenati. In giapponese è doppiata da Mutsumi Tamura mentre in inglese è doppiata da Faye Mata.
Ingrid: alias Eternal Goddess; Natural Code. Occhi rossi, capelli lunghi bianchi. Non è un personaggio nuovo, già sviluppato nel 2002 per il mai pubblicato Capcom Fighting All Stars. Giocabile in Capcom Fighting Evolution e Street Fighter Alpha 3 Max. 

### Crossover
Una collaborazione con Nickelodeon porta le Tartarughe Ninja come forma di costumi nell'editor per i personaggi avatar, da creare per il World Tour e del Battle Hub, ogni singolo costume ha un costo di 750 Fighter Coins.

#### Fatal Fury
Una collaborazione dinamica con la software house SNK, rende Terry Bogard e Mai Shiranui DLC giocabili in Street Fighter 6 e in seguito nel 2025 Ken e Chun-Li giocabili in Fatal Fury: City of the Wolves.
Con i Fightin Pass e possibile acquisire gli indumenti di Joe Higashi, Geese Howard come forma di costumi nell'editor per i personaggi avatar da creare, più vari titoli e altri contenuti estetici, musiche dalla serie Fatal Fury. Costo  250 Fighter Coins.
Nel World Tour è disponibile l'attacco Hurricane Upper di Joe Higashi e l'attacco Vertical Arrow di Blue Mary.

### Danni estetici
Un'evoluzione della schermata di vittoria e continue in SF2, adesso il giocatore, nella modalità Fighting Ground può scegliere se attivare o meno l'opzione puramente estetica dei danni in combattimento sui personaggi, ad esempio ematomi, sangue, occhio nero ecc.

## Telecronaca Live
Dopo l'esperienza in SF5 dove una voce IA annunciava gli incontri online con numero di partite vinte o perse del giocatore, in questa iterazione è stata implementata la telecronaca in tempo reale durante le partite con veri cronisti da scegliere, nelle corrispettive lingue:
|                  | Inglese                                                     | Giapponese                                           |
| Telecronisti     | - Jeremy Lopez alias Vicious - Steve Scott alias TastySteve | - Aru - Kosuke Hiraiwa                               |
| Telecronisti     | IA alias Naevis (DLC)                                       |                                                      |
| Commento Tecnico | - James Chen alias Jchensor - Thea Megan Trinidad           | - Hikaru Takahashi - Demon Kakka (artista diabolico) |

L'utente può scegliere se avere una telecronaca imparziale o favorevole a uno dei due giocatori.

## V-Rival
Questa è una sezione del Battle Hub con Li–Fen dove si possono sfidare i Rivali Virtuali, ovvero combattere contro lottatori gestiti dall'intelligenza artificiale che grazie all'analisi di innumerevoli scontri online (deep learning) garantisce l'attuale comportamento medio di un avversario umano online, relativo al livello di rango selezionabile dal videogiocatore (Rookie → Master) o casuale, dopo gli scontri si possono ricevere consigli per migliorare e anche alcuni premi in stickers o titoli salendo di rango o completando missioni. Questa modalità di gioco è disponibile con l'update del 24 settembre 2024.

## Game Centre
Questa è una sezione del Battle Hub dove si possono giocare dei giochi coin-op come nella serie CAPCOM Arcade Stadium ma limitata al giocatore singolo free to play o 1 gettone classificato. Segue l'elenco di giochi che si possono acquisire o fruibili previa disponibilità giornaliera; settimanale; mensile:
Di contenuto antologico:
- Final Fight
- Street Fighter
- Street Fighter Alpha 2
- Street Fighter II: The World Warrior
- Street Fighter II': Hyper Fighting
- Super Puzzle Fighter II Turbo
- Super Street Fighter II Turbo

Altri:
- 1942♦
- 19XX: The War Against Destiny♦
- Battle Circuit♦
- Captain Commando
- Cyberbots: Full Metal Madness♦
- Gun Smoke♦
- Legendary Wings
- Magic Sword: Heroic Fantasy
- Mega Man: The Power Battle
- Night Warriors:
Darkstalkers' Revenge♦
- Saturday Night Slammasters♦
- Savage Bees
- Side Arms: Hyper Dyne
- SonSon
- Strider♦
- The King of Dragons♦
- Tiger Road♦
- Vulgus
- Warriors of Fate♦

♦ Introdotti con il Fighting Pass.
Dentro l'open world è stata creata la Walk of Fame dei titoli di Capcom.

## Altri media

### Fumetti
Il 5 maggio 2023, il sito SF6 pubblica in forma gratuita un preludio a fumetti digitali in 4 volumi dal titolo Days of the Eclipse, prodotto da Udon Entertainment, disegni di Bengus, Panzer, Hans Steinbach, Chisato Mita:
Capitoli:
1. (EN) Some Indication
2. (EN) A Good Fake
3. (EN) Manipulation
4. (EN) As a Father

### Narrativa
Il 16 febbraio 2018 sul sito Capcom Fighters Network è stata pubblicata la Side readers: numero 5 ｢Toxicity｣ in 3 capitoli, questa è considerata la storia preludio di A.K.I.
1. (EN) Side readers: 05 Toxicity
2. (EN) Side readers: 05 Toxicity
3. (EN) Side readers: 05 Toxicity

### Colonna sonora
Street Fighter 6 x NERDS Clothing presents Steel Sessions, genere hip hop pubblicato in digitale il 6 ottobre 2023.
1. Intro – HipHopGamer
2. Street Fighting – Dave East
3. Perfect – Black Soprano Family: Benny the Butcher, Heem, & Rick Hyde
4. Blood On Me – D-Block
5. Evil Ryu – Charlie Clips
6. Already Up – Royce da 5’9″ & Courtney Bell
7. I Got Next – Nino Man
8. Final Boss – Smoke DZA
9. GG – Real.Novus
10. Prada Purna – Prada Mama
11. No E.Honda's – Nym Lo
12. Violent Ken – DNA
13. Toe Tag – Al-Doe
14. Wrong One’s – Oswin Benjamin, Iman Nunez & Aaron Green
15. Southpaw – Papoose
16. Power – Grafh
17. Sonic Boom – Mega Ran & Dezzy Yates

## Accoglienza
| Testata                         | Versione                                | Giudizio |
| ------------------------------- | --------------------------------------- | -------- |
| Metacritic (media al 25·6·2025) | Xbox Series                             | 90/100   |
| Metacritic (media al 25·6·2025) | PlayStation 5                           | 92/100   |
| Metacritic (media al 25·6·2025) | N. Switch 2                             | 87/100   |
| Metacritic (media al 25·6·2025) | PC                                      | 93/100   |
| OpenCritic (media al 15·4·2025) | collettivo                              | 92/100   |
| Attack of the Fanboy (EN)       | PlayStation 5                           | [ 30 ]   |
| Console-Tribe (IT)              | PlayStation 5                           | 90/100   |
| Digital Trends (EN)             | Xbox Series                             | [ 32 ]   |
| Everyeye (IT)                   | PC                                      | 9.5/10   |
| Famitsū (JA)                    | PlayStation 4 PlayStation 5 Xbox Series | 40/40    |
| Game Informer (EN)              | PC                                      | 9.5/10   |
| IGN (IT)                        | PlayStation 5                           | 9.5/10   |
| IGN (JA)                        | PC                                      | 9/10     |
| IGN (FR)                        | PlayStation 5                           | 9/10     |
| MondoXbox (IT)                  | Xbox Series                             | 9/10     |
| Multiplayer (IT)                | PC                                      | 9.5/10   |
| Multiplayer (IT)                | Xbox Series                             | 9.5/10   |
| Multiplayer (IT)                | N. Switch 2                             | 8.5/10   |
| SpazioGames (IT)                | PlayStation 5                           | 9.5/10   |
| SpazioGames (IT)                | N. Switch 2                             | 9/10     |
| The Game Machine (IT)           | PlayStation 5                           | 9.3/10   |
| The Game Machine (IT)           | N. Switch 2                             | 8/10     |

Il gioco ha riscosso un'accoglienza favorevole/positiva dalla Stampa del settore, anche Polygon; Kotaku; Rock, Paper, Shotgun hanno pubblicato recensioni positive, ma non hanno assegnato un voto numerico.
Sull'aggregatore Metacritic ha ricevuto il premio/glifo Must-Play, su OpenCritic il 99% della critica del settore è stato positivo.
Il 5 giugno 2023, Capcom ha annunciato che Street Fighter 6 ha superato 1 milione di videogiocatori a 3 giorni dal lancio.

### Riconoscimenti
- Candidato nelle categorie: Best Multiplayer Game; Best Visual Design; PlayStation Game of the Year; Ultimate Game of the Year now ai Golden Joystick Awards 2023 [53]

- Premiato Best Fighting e candidato come: Best Multiplayer; Innovation in Accessibility ai The Game Awards 2023.[54]
- Premiato Fighting Game of the Year e candidato come Online Game of the Year ai DICE Awards 2024.[55]